# Скакун приморский
Скакун приморский (лат. Cicindela maritima) — вид жуков из семейства жужелиц и подсемейства скакунов.

## Распространение
Широко распространён в Европе, встречается в следующих странах: Бельгия, Беларусь, Британские острова, Хорватия (возможно), Дания, Финляндия, Франция, Германия, Калининград, Латвия, Молдавия, Норвегия, Польша, Португалия (возможно), Румыния (возможно), Россия (исключая северную часть), Швеция, Нидерланды и Украина.

## Описание
Жук длиной 12—15 мм. Взрослых жуков можно встретить весной и летом.

## Экология
Населяет морскую береговую линию (дюны, пляжи), откуда и произошло название.

## Систематика
Ранее входил в состав вида скакуна-межняка (Cicindela hybrida). К этому виду относятся следующие подвиды:
- Cicindela maritima kirghisica Mandl, 1936
- Cicindela maritima maritima Dejean in Latreille & Dejean, 1822
- Cicindela maritima impercepta Matalin, 2002